# Período medio de maduración
El período medio de maduración de una empresa es el tiempo que transcurre desde que invierte una unidad monetaria en la adquisición de factores hasta que es convertida en liquidez a través de su cobro por la venta del producto o servicio ofrecido.

## Concepto
Es el conjunto de fases por las que pasa un input desde que es adquirido del exterior hasta que es cobrado mediante su venta como output. Se mide en días y constituye una aproximación a la situación de liquidez dinámica de la empresa.

## Composición
Se distinguen cinco subperiodos básicos en una empresa productiva:
1. Periodo medio de almacenamiento de materias primas: tiempo que transcurre desde que las materias primas son compradas hasta que las mismas se introducen en el proceso productivo.
2. Periodo medio de fabricación: periodo que transcurre desde que las materias primas se incorporan al proceso productivo hasta que salen del mismo convertidas en producto terminado.
3. Periodo medio de venta de productos terminados: tiempo transcurrido desde que el producto terminado sale del proceso productivo hasta que es vendido.
4. Periodo medio de cobro a clientes: tiempo que transcurre desde la venta de un producto hasta que se cobra del cliente, indica el tiempo que tarda la empresa por término medio en cobrar de sus clientes.
5. Periodo medio de pago a proveedores: periodo que transcurre desde la compra de las materias primas hasta que son pagadas, indica el tiempo que tarda la empresa por término medio en pagar a sus proveedores.

En una empresa comercial, el periodo medio de maduración se compone únicamente de:
1. Periodo medio de venta de mercaderías
2. Periodo medio de cobro a clientes
3. Periodo medio de pago a proveedores

## Cálculo
(si se toma el año comercial de 360 días).
1.- periodo medio de almacenamiento de materias primas: {\displaystyle {\frac {360}{\mbox{rotacion materias primas}}}}

2.- periodo medio de fabricación: {\displaystyle {\frac {360}{\mbox{rotacion de los productos en curso de fabricacion}}}}

3.- periodo de almacenamiento de productos terminados: {\displaystyle {\frac {360}{\mbox{rotacion productos terminados}}}}.

4.- periodo medio de cobro a clientes: {\displaystyle {\frac {360}{\mbox{ rotacion de las cuentas a cobrar}}}}

## Rotación
Las rotaciones miden el número de veces que una magnitud es renovada a lo largo de un periodo.
1. Rotación de materias primas: Mide el número de veces al año que las materias primas son extraídas en su totalidad del stock para ser consumidas en el proceso productivo. La rotación del stock de materias primas se origina con los consumos que de las mismas se realizan. Se calcula como: Rotación de materias primas = consumo de materias primas del ejercicio / existencias medias de materias primas = (existencias iniciales MP + compras MP - existencias finales MP) / existencias medias materias primas.
2. Rotación de productos en curso: Mide el número de veces al año que los productos en curso son renovados del stock convertidos en productos terminados. La rotación del stock de productos en curso se origina cuando la producción ha sido finalmente terminada y, por tanto, deja de estar en curso de fabricación. Se obtiene como: Rotación de productos en curso = coste de la producción terminada del ejercicio / existencias medias de productos en curso = (stock inicial producto en curso + coste de producción del periodo* - stock final producto en curso) / existencias medias de productos en curso. 
  1. Coste de producción del periodo = consumo de materias primas + mano de obra directa + gastos generales industriales.
3. Rotación de productos terminados: Mide el número de veces al año que los productos terminados son extraídos en su totalidad del stock por haberse vendido. La rotación de productos terminados se origina por las ventas que de los mismos se realizan. Se obtiene como: Rotación de productos terminados = coste de las ventas / existencias medias de producto terminado = (existencias iniciales productos terminados + coste anual de la producción terminada - existencias finales de productos terminados) / existencias medias productos terminados.
4. Rotación de las cuentas a cobrar de clientes: Mide el número de veces al año que el saldo medio pendiente de cobro es finalmente cobrado. La rotación de las cuentas a cobrar se origina con los cobros que se realizan en el ejercicio. Se obtiene como: Rotación de las cuentas a cobrar = cobros de clientes del ejercicio / saldo medio de clientes = (saldo inicial clientes + ventas netas del ejercicio - saldo final clientes) / saldo medio de clientes.
5. Rotación de las cuentas a pagar a proveedores: Mide el número de veces al año que el saldo medio pendiente de pago es finalmente pagado. La rotación de las cuentas a pagar se origina con los pagos que se realizan en el ejercicio. Se obtiene como: Rotación de las cuentas a pagar = pagos a proveedores del ejercicio / saldo medio de proveedores = (saldo inicial proveedores + compras netas del ejercicio - saldo final proveedores) / saldo medio proveedores.

- Datos: Q2564325